# Palette (bài hát của IU)
"Palette" (팔레트; Palleteu) là bài hát thu âm bởi ca sĩ Hàn QuốcIU và G-Dragon cho album phòng thu thứ tư cùng tên. IU đã sáng tác âm nhạc và viết lời với sự hợp tác của G-Dragon. Bài hát được phát hành vào ngày 21 tháng 4 năm 2017 kết hợp với việc phát hành album như là single thứ ba của album, kế tiếp "Through the Night" và "Can't Love You Anymore".
"Palette" đã nhận được những phản hồi tích cực và thành công thương mại khi đứng đầu trên các trang web âm nhạc lớn của Hàn Quốc. Bài hát ra mắt đứng vị trí thứ nhất trên Gaon Digital Chart trở thành single thứ 16 của IU đạt vị trí thứ nhất tại Hàn Quốc.
MV được đạo diễn bởi Lee Rae-kyung, và là MV của nữ ca sĩ solo đạt được lượt xem cao nhất tại Hàn Quốc trên YouTube năm 2017.

## Sáng tác
"Palette" là một bài hát fizzy, electro-pop được coi là trung tâm cho album của IU và có khuynh hướng R&B mạnh và được mô tả là một bài hát tuyệt đẹp cho tuổi thơ ấu nghìn năm với cách chơi chữ tài tình. Lời bài hát được viết bởi IU và G-Dragon, và được  produce và sáng tác bởi IU. Bài hát có thời lượng 3 phút 37 giây và được thực hiện ở nốt C. Tốc độ chảy ở 103 nhịp mỗi phút và viết ở nhịp 4/4.

## Đón nhận
"Palette" nhận được những đánh giá tích cực từ các nhà phê bình âm nhạc ca ngợi kỹ năng sáng tác nhạc của IU và cách chơi chữ thông minh của cô. Thông điệp của bài hát là về sự tự vấn và rap của G-Dragon được ca ngợi bởi các nhà phê bình.
Tạp chí Billboard liệt "Palette" vào vị trí thứ sáu trong danh sách  "Best K-Pop Songs of 2017" của tạp chí. The New York Times Magazine giới thiệu bài hát trong danh sách "25 Songs That Tell Us Where Music Is Going" đánh giá cao về năng lực của IU như một ca sĩ-nhạc sĩ để làm rõ tính xác thực trong K-pop.

## Diễn biến trên bảng xếp hạng
Bài hát đã đứng đầu Instiz iChart khi phát hành, và cuối cùng đã đạt được một Perfect All-Kill, là single đạt vị trí thứ nhất trên tất cả các trang web âm nhạc lớn của Hàn Quốc trong cùng một lúc. "Palette" là lần thứ mười cô đạt Perfect All-Kill trong sự nghiệp (IU đã nâng con số này lên 12 Perfect All-Kill).
Vào tuần bài hát phát hành, bài hát đạt vị trí thứ nhất trên Gaon Digital Charts cho bảng xếp hạng tuần thứ 16 của năm -16 tháng 4 đến 22 tháng 4 - mặc dù bài hát phát hành ngày 21 của tháng đó. Bài hát trở thành bài hát đạt vị trí thứ nhất lần thứ 16 của IU trên Gaon Digital Chart. Tuần tiếp theo, bài hát trụ lại vị trí thứ nhất trên bảng xếp hạng đạt được "Triple Crown" cho vị trí thứ nhất trên Gaon Combined Digital Chart, Online Download Chart và Online Streaming Chart.
Vào tuần phát hành, bài hát đạt 207,139 lượt tải theo Gaon; con số đã tăng lên là 223,228 vào tuần sau đó. "Palette" cũng đạt số lượt nghe lớn, với lượt nghe 2,930,672 lần trong hai ngày đầu tiên bài hát phát hành, con số đã tăng lên thành 8,859,769 trong tuần tiếp theo. Bài hát đã trụ lại ba tuần tại vị trí thứ nhất trong Online Streaming Chart của Gaon.
Tính đến cuối năm 2017, với 1,817,177 lượt tải của bài hát tại Hàn Quốc theo Gaon -  trở thành bài hát thứ tư bán chạy nhất năm, và có hơn 100 triệu lượt nghe, trở thành một trong những bài hát của năm bằng hệ thống tiêu thụ này.

## MV
MV được đạo diễn bởi Rae-kyung Lee, và phát hành cùng lúc với bài hát.
Hiện tại, MV đã đạt được hơn 75 triệu lượt xem, khiến MV trở thành MV của một nữ ca sĩ solo được xem nhiều nhất tại Hàn Quốc năm 2017. 
MV cũng là video có lượt xem nhiều thứ ba của năm 2017 trên YouTube tại Hàn Quốc.

## Trình diễn trực tiếp
Khi phát hành album "Palette", Iu bắt đầu quảng bá trên các chương trình âm nhạc. Cô trình diễn "Palette" trong tập ngày 23 tháng 4 của Inkigayo, nơi bài hát pre-release của cô, "Through the Night" đã giành chiến thắng vào tuần trước. Iu cũng trình diễn bài hát này trong tập 104 của Picnic Live Season 2 và tập 882 của Music Bank. Yu Huiyeol's Sketchbook cũng là một chương trình truyền hình khác có màn trình diễn của bài hát nơi cô trình diễn phiên bản khác của bài hát với một số thay đổi trong lời bài hát. Cô cũng trình diễn bài hát tại Gaon Chart Music Awards lần thứ 7 cùng với "Through the Night".
IU cũng đã trình diễn bài hát tại nhiều concert và lễ hội âm nhạc trong suốt cả năm.

## Bảng xếp hạng
| Bảng xếp hạng (2017)               | Vị trí xếp hạng cao nhất |
| ---------------------------------- | ------------------------ |
| Hàn Quốc (Gaon)                    | 1                        |
| US World Digital Songs (Billboard) | 4                        |

### Doanh số
| Bảng xếp hạng                | Sales      |
| ---------------------------- | ---------- |
| Hàn Quốc Gaon Download Chart | 1,817,177+ |

### Lượt nghe
| Bảng xếp hạng                 | Streaming    |
| ----------------------------- | ------------ |
| Hàn Quốc Gaon Streaming Chart | 107,192,331+ |

## Giải thưởng các chương trình âm nhạc
| Bài hát   | Chương trình          | Ngày                |
| --------- | --------------------- | ------------------- |
| "Palette" | M Countdown (Mnet)    | 27 tháng 4 năm 2017 |
| "Palette" | M Countdown (Mnet)    | 4 tháng 5 năm 2017  |
| "Palette" | Show!Music Core (MBC) | 29 tháng 4 năm 2017 |
| "Palette" | Show!Music Core (MBC) | 6 tháng 5 năm 2017  |
| "Palette" | Inkigayo (SBS)        | 30 tháng 4 năm 2017 |
| "Palette" | Inkigayo (SBS)        | 7 tháng 5 năm 2017  |
| "Palette" | Inkigayo (SBS)        | 14 tháng 5 năm 2017 |
| "Palette" | Music Bank (KBS2)     | 5 tháng 5 năm 2017  |
| "Palette" | Music Bank (KBS2)     | 19 tháng 5 năm 2017 |
| "Palette" | Show Champion (MBC)   | 17 tháng 5 năm 2017 |